# فعل پیشوندی
فعل پیشوندی در زبان فارسی، فعلی است که از یک فعل ساده و یک پیشوند ساخته شده باشد. با افزودن پیشوند معنای فعل دگرگون می‌شود. این روش زایش فعل یکی از برجسته‌ترین ویژگی‌های زبان‌های هندواروپایی است که نشانگر توان زایندگی بالای این زبان‌هاست. برای نمونه، در انگلیسی می‌توان به پیشوندهای re ،trans de ،com/con/co/col ،sub ،out ،ex ،in ،en ،up اشاره کرد که هر کدام معنی تازه‌ای به فعل پایه بار می‌کنند.
در زبان فارسی پیشوندهای بسیار فراوانی هست که برخی از آن‌ها در فارسی دَری زنده‌اند، برخی فرومرده‌اند و برخی نیز به‌تازگی به دست فرهنگستان زنده شده‌اند.
نمونه‌هایی از پیشوندهای زنده: فرو، باز، در، فرا، بر، فر، ور،وا،پیش،پس، هم/هن/ان که در نمونه‌های زیر به‌کار رفته‌اند، فرورفتن، بازگشتن، درافتادن، فراگرفتن، برنشستن، برکشیدن، فرسودن، فرگشتن، وررفتن، وادادن، واماندن، پیشرفتن، پیش‌بردن، پیش‌آوردن، پس‌دادن، پسرفتن، پس‌انداختن، انباشتن، اندوختن، هم‌کشیدن.
نمونه‌هایی از پیشوندهای زنده شده: آ، اف، ترا، اردا، دش، هو،پر/پیرا، پرا، پاد که در نمونه‌های زیر به‌کار رفته‌اند، آوردن، افزودن، افماردن، ترادیسش، ترابرش، ترارسانی، ارداساخت، دشمیزی، دشپرورد، هوپرورد، هوزایی، پرستیدن، پرناوش، پرگشتن، پیراوشتن، پیرابرش، پراشنوی.
نمونه‌هایی از پیشوندهای فرومرده: پیشوند ن که در واژگان نشستن و نگریستن و .. آمده‌است و یه معنای به سوی و پایین می‌باشد. البته به‌تازگی برخی می‌کوشند آن‌ها را بِزیوانند (زنده کنند) مانند نپاهیدن از پیشنهادهای آقای حیدری ملایری
فعل از لحاظ ساختار در زبان فارسی دارای چهار ساختمان فعلی است:
1. فعل ساده
2. فعل پیشوندی
3. فعل مرکب
4. فعل پیشوندی مرکب

## شیوهٔ نگارش فعل پیشوندی در زبان فارسی
پیشوند در فعل‌های پیشوندی هنگامی که فعل صرف می‌شود با فاصلهٔ عادی‌است. در حالت مصدری با فاصلهٔ مجازی یا بی‌فاصله (بسته به نویسهٔ پایانیِ پیشوند) است. هنگام صرف فعل واژه‌های دیگر یا اجزای صرفی میان دو جزء فعل می‌توانند نشست. «بازگشت» = «بازگشتن» (بی‌فاصله). «بازگشت» = «او بازگشت» و نیز «باز خواهد گشت» یا «بازمی‌گشت» (با فاصله). هنگام تلفظ در حالت مصدری تکیه بر آخرین هجاست). در حالتی که فعل صرف می‌شود، بر پیشوند هم تکیه می‌شود.